# Hoportyó
Hoportyó – wzgórze wysokości 183 (niekiedy podaje się 184) m n.p.m. we wschodnich Węgrzech (komitat Szabolcs-Szatmár-Bereg). Leży nieco na południowy wschód od drogi krajowej 471 i linii kolejowej Debreczyn–Nyírbátor, w okolicy wsi Szalmadpuszta. Współrzędne geograficzne – 47°46'00 N, 22°02'00 E.
Wzgórze Hoportyó jest najwyższym wzniesieniem równiny Nyírség i jednocześnie najwyższym punktem Wielkiej Niziny Węgierskiej w granicach Węgier.